# A Nemzetközi Űrállomás 49. alaplegénysége
A Nemzetközi Űrállomás 49. alaplegénysége (expedíciója) hattagú alaplegénység, melyet két Szojuz űrhajó, a Szojuz MSZ–01 és a Szojuz MSZ–02 juttat fel és hoz majd le a Földre. Az expedíció a Nemzetközi Űrállomás 48. alaplegénységének Szojuz TMA–20M űrhajóval 2016. szeptember 6-i visszatérésével kezdődött és a Szojuz MSZ–01 űrhajó várhatóan 2016. október 30-i visszatérésével fejeződik majd be.

## Személyzet
| Pozíció            | Első szakasz (2016. szeptember 7-től)                                                                                       | Második szakasz (2016. szeptembertől 2016. novemberig)                                                                                    |
| ------------------ | --- | --- |
| parancsnok         | Anatolij Ivanyisin, RKA második űrrepülése fellövés: 2016. 07. 07., Szojuz MSZ–01 visszatérés: 2016. 10. 30., Szojuz MSZ–01 | Anatolij Ivanyisin, RKA második űrrepülése fellövés: 2016. 07. 07., Szojuz MSZ–01 visszatérés: 2016. 10. 30., Szojuz MSZ–01               |
| fedélzeti mérnök 1 | Kathleen Rubins, NASA első űrrepülése fellövés: 2016. 07. 07., Szojuz MSZ–01 visszatérés: 2016. 10. 30., Szojuz MSZ–01      | Kathleen Rubins, NASA első űrrepülése fellövés: 2016. 07. 07., Szojuz MSZ–01 visszatérés: 2016. 10. 30., Szojuz MSZ–01                    |
| fedélzeti mérnök 2 | Onisi Takuja, JAXA első űrrepülése fellövés: 2016. 07. 07., Szojuz MSZ–01 visszatérés: 2016. 10. 30., Szojuz MSZ–01         | Onisi Takuja, JAXA első űrrepülése fellövés: 2016. 07. 07., Szojuz MSZ–01 visszatérés: 2016. 10. 30., Szojuz MSZ–01                       |
| fedélzeti mérnök 3 | | Robert S. Kimbrough, NASA második űrrepülése fellövés: 2016. 10. 19., Szojuz MSZ–02 visszatérés: 2017. 02. 25. (tervezett), Szojuz MSZ–02 |
| fedélzeti mérnök 4 | | Andrej Boriszenko, RKA második űrrepülése fellövés: 2016. 10. 19., Szojuz MSZ–02 visszatérés: 2017. 02. 25. (tervezett), Szojuz MSZ–02    |
| fedélzeti mérnök 5 | | Szergej Rizsikov, RKA első űrrepülése fellövés: 2016. 10. 19., Szojuz MSZ–02 visszatérés: 2017. 02. 25. (tervezett), Szojuz MSZ–02        |

ForrásSpacefacts